# Firmiana papuana
Firmiana papuana är en malvaväxtart som beskrevs av Gottfried Wilhelm Johannes Mildbraed. Firmiana papuana ingår i släktet Firmiana och familjen malvaväxter. Inga underarter finns listade i Catalogue of Life.